# Erwin Koeman
Erwin Koeman (Zaandam, Holanda Septentrional; 20 de septiembre de 1961) es un exfutbolista neerlandés que ejerce como entrenador. Es el hermano mayor del también exfutbolista Ronald Koeman.

## Trayectoria

### Como jugador
Sus inicios futbolísticos datan de 1978, cuando debutó en el FC Groningen. Posteriormente jugó en el PSV Eindhoven, y en el Y.R. K.V. Mechelen, donde se consagró al ganar la Recopa de Europa. Sin embargo, pasó mayoritariamente en la liga neerlandesa, debido a su retorno al Groningen, donde acabó su carrera deportiva en 1998.
También fue integrante de la selección neerlandesa que logró la Eurocopa de 1988 en Alemania.

### Como entrenador
Desde 1998 hasta 2004 pasó por las inferiores del PSV Eindhoven, hasta que desde el 2001 fue el segundo entrenador del equipo. En el mismo año 2004 entrenó al RKC Waalwijk, y después al Feyenoord, donde en la campaña 2006/07 acabó séptimo, y fue despedido de la institución de Róterdam.
El 1 de mayo de 2008, fue elegido para entrenar a la selección húngara de fútbol.
En junio de 2011, el ex seleccionador de Hungría y exentrenador de Feyenoord o RKC, se convierte en el nuevo técnico del FC Utrecht, noveno clasificado en el último Campeonato Holandés, en sustitución de du Chatinier.
En 2012 asume por unos meses en el FC Eindhoven, antes de llegar por dos temporadas al RKC Waalwijk.
En 2014 llega a la Premier League junto con su hermano Ronald para ser asistente técnico en clubes como el Southampton y Everton.

## Clubes

### Como jugador
| Club               | País         | Año       |
| ------------------ | ------------ | --------- |
| FC Groningen       | Países Bajos | 1978-1979 |
| PSV Eindhoven      | Países Bajos | 1979-1982 |
| FC Groningen       | Países Bajos | 1982-1985 |
| Y.R. K.V. Mechelen | Bélgica      | 1985-1990 |
| PSV Eindhoven      | Países Bajos | 1990-1994 |
| FC Groningen       | Países Bajos | 1994-1998 |

### Como entrenador
- 1998-2001: Categorías menores del PSV Eindhoven
- 2001-2004: PSV Eindhoven (asistente técnico)
- 2004-2005: RKC Waalwijk
- 2005-2007: Feyenoord Róterdam
- 2008-2010: Selección de fútbol de Hungría
- 2011: FC Utrecht
- 2012: FC Eindhoven
- 2012-2014: RKC Waalwijk
- 2014-2016: Southampton (asistente técnico)
- 2016-2017: Everton (asistente técnico)
- 2018: Fenerbahçe (asistente técnico)
- 2018: Fenerbahçe (entrenador interino)
- 2019: Selección de fútbol de Omán

## Palmarés

### Como jugador
- 1 Primera división de bélgica : 1989
- 1 Copa de Bélgica : 1987
- 1 Recopa de Europa: 1988
- 1 Supercopa Europea: 1988
- 2 ligas neerlandesas: 1991 y 1992.
- 1 Supercopa de los Países Bajos: 1992
- 1 Eurocopa: 1988

- Datos: Q318210
- Multimedia: Erwin Koeman / Q318210